# NGC 6062
NGC 6062 је спирална галаксија у сазвежђу Херкул која се налази на NGC листи објеката дубоког неба.
Деклинација објекта је + 19° 46' 37" а ректасцензија 16h 6m 22,9s. Привидна величина (магнитуда) објекта NGC 6062 износи 13,4 а фотографска магнитуда 14,2. NGC 6062 је још познат и под ознакама UGC 10202, MCG 3-41-125, CGCG 108-148, PGC 57145.